# Dustin Guy Defa

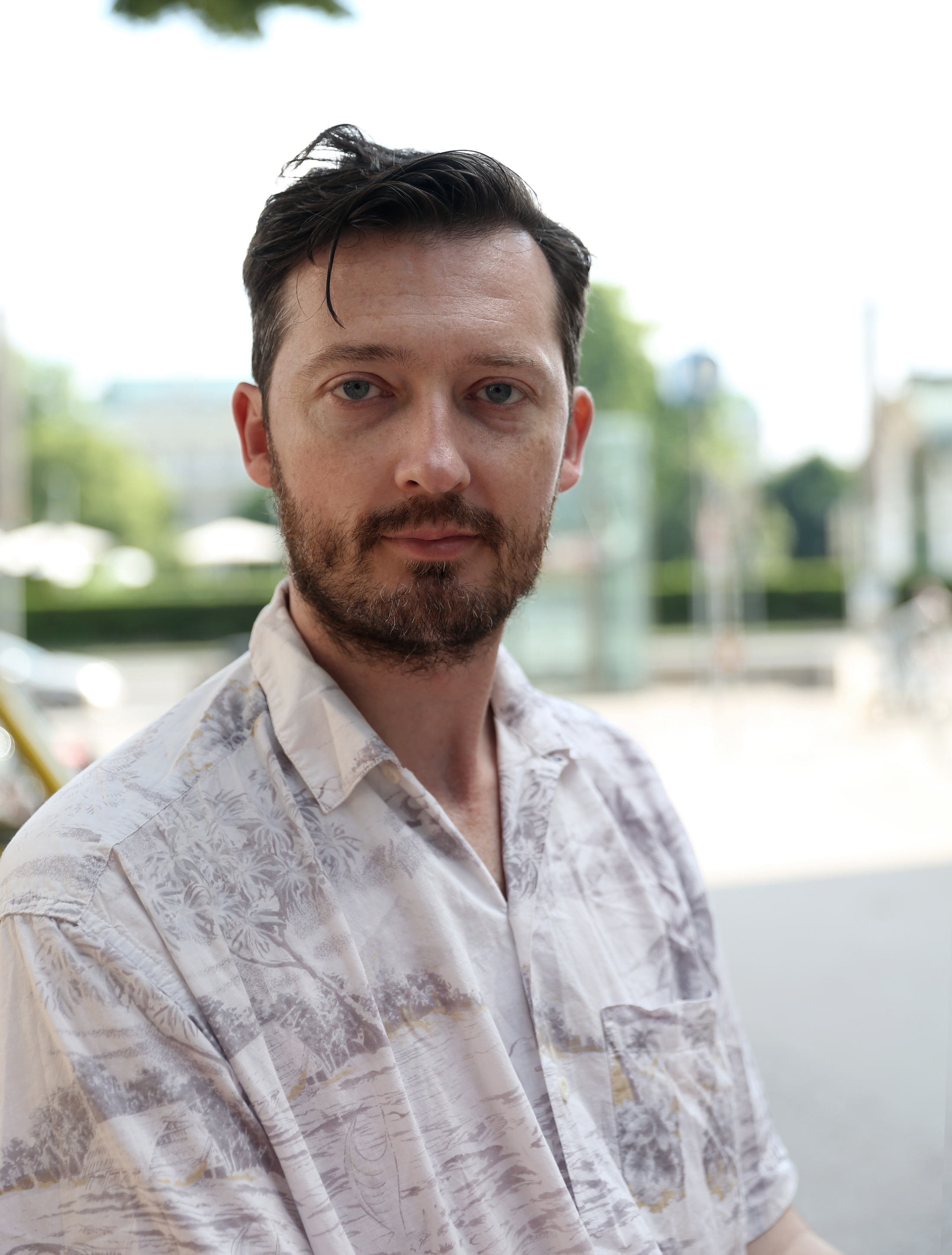
Dustin Guy Defa (2014)

Dustin Guy Defa (* 1978 in Salt Lake City) ist ein US-amerikanischer Filmschauspieler, Filmregisseur und Filmeditor.

## Leben
Dustin Guy Defa wurde 1978 in Salt Lake City geboren.
Bad Fever, sein Regiedebüt bei einem Spielfilm, feierte im März 2011 beim South by Southwest Film Festival seine Premiere. Seinen zweiten Spielfilm Person to Person, der namensgleich mit seinem Kurzfilm von 2014 ist, stellte er im Januar 2017 beim Sundance Film Festival vor. Sein dritter Spielfilm The Adults, mit Sophia Lillis, Michael Cera und Hannah Gross in den Hauptrollen, feierte im Februar 2023 bei den Filmfestspielen in Berlin seine Premiere.
In einigen seiner Filme hatte Defa auch kleinere Rollen übernommen oder war als Sprecher tätig. Als Schauspieler wirkte er aber auch in Filmen anderer Regisseure mit, so in einer Hauptrolle in der Horrorkomödie Summer of Blood von Onur Tukel aus dem Jahr 2014, in einer Nebenrolle in Rick Alversons Filmdrama Entertainment von 2015 an der Seite von Gregg Turkington, John C. Reilly und Tye Sheridan oder zwischen 2017 und 2019 in insgesamt drei Folgen der Fernsehserie Easy.

## Filmografie
- 2011: Family Nightmare (Kurzfilm, Regie und Filmschnitt)
- 2011: Bad Fever  (Regie und Filmschnitt)
- 2014: Person to Person (Kurzfilm, Regie und Filmschnitt)
- 2015: God Is an Artist (Kurzfilm, Regie und Filmschnitt)
- 2016: Dramatic Relationships (Kurzfilm, Regie und Filmschnitt)
- 2017: Person to Person (Regie und Filmschnitt)
- 2023: The Adults (Regie und Filmschnitt)

## Auszeichnungen
Internationale Filmfestspiele Berlin
- 2023: Nominierung als Bester Film in der Sektion Encounters (The Adults)

Las Palmas de Gran Canaria International Film Festival
- 2023: Nominierung als Bester Film für die Golden Lady Harimaguada (The Adults)[3]

Sundance Film Festival
- 2012: Nominierung als Bester Kurzfilm für den Grand Jury Prize (Family Nightmare)
- 2014: Nominierung als Bester Kurzfilm für den Grand Jury Prize (Person to Person)
- 2017: Nominierung für den Publikumspreis – Best of Next! (Person to Person)